# Volubilis
Volubilis, in het Berbers Oualili of Walili, was een Romeinse nederzetting in het noorden van het huidige Marokko. Vermoedelijk is de stad gebouwd op de resten van een eerdere stad van de Carthagers uit de 3e eeuw v. Chr. Volgens bepaalde historici was het een Moorse stad,  voordat het de hoofdstad werd van het koninkrijk Mauretania. 
Het groeide snel onder Romeinse heerschappij vanaf de 1e eeuw na Chr. De stad breidde zich uit tot ongeveer 42 hectare en was omgeven door 2,6 km muren. Ze verwierf in de 2e eeuw een aantal grote openbare gebouwen, waaronder een kerk, een tempel en een triomfboog. De welvaart, die het vooral te danken had aan de olijventeelt, leidde tot de bouw van vele mooie huizen met grote mozaïekvloeren.
Volubilis was het bestuurlijke centrum voor dit deel van Berbers-Afrika. In de vruchtbare regio werd grootschalig graan en olijven verbouwd en geëxporteerd naar Rome. Ook werden beide producten in de stad verwerkt tot brood dan wel olijfolie en zeep. Ook was Volubilis een plaats waar de Romeinen leeuwen, beren en luipaarden kochten voor de gevechten tussen mannen en dieren in het Circus Maximus en soortgelijke arena's. Deze dieren kwamen in die tijd in Noord-Afrika nog in het wild voor.
In Volubilis vonden ook de contacten plaats tussen de Berberstammen en de Romeinen. De Romeinen zijn er nooit in geslaagd deze stammen volledig te onderwerpen. Wanneer dat wederzijds voordeel opleverde werkten de Berbers met de Romeinen samen. De Berbers noemden de plaats in de 3e eeuw Oualili. De huidige Marokkaanse naam voor Volubilis is nog steeds zo. Het is in beide talen de aanduiding voor lelie, althans een bloem die bij licht opent en bij duisternis sluit.
Anders dan in het geval van veel andere Romeinse steden werd Volubilis niet verlaten nadat de Romeinen in de 3e eeuw hun steunpunten in dit deel van Afrika waren kwijtgeraakt. Het Latijn bleef nog eeuwenlang in gebruik en werd pas door de Islamitische opmars aan het einde van de 7e eeuw verdrongen.
Gedurende een periode van 1000 jaar bleven er mensen in Volubilis wonen. De stad werd pas in de 18e eeuw verlaten om te worden afgebroken en bouwmateriaal te leveren voor de constructie van de paleizen van Moulay Ismail in het nabijgelegen Meknes. De aardbeving van 1755, die ook Lissabon teisterde, bracht de ruïnestad ook zeer grote schade toe. Op de kapitelen van veel nog overeind staande zuilen bevonden zich ooievaarsnesten, die in november-december door deze vogels gebruikt werden. Inmiddels worden deze vogels ook bediend door aparte nesten op palen op het terrein.
Als deze afbraak, en de aardbeving van 1755,  niet hadden plaatsgevonden dan was Volubilis misschien een van de best bewaarde Romeinse locaties geweest. Desondanks zijn de ruïnes in goede staat en bevinden zo’n 30 mozaïeken van hoge kwaliteit zich nog op hun originele plaats. Binnen het permanent bewaakte terrein is door de Marokkaanse overheid een bezoekerscentrum met een museum en tentoonstellingsruimte opgericht.
In 1997 is Volubilis toegevoegd aan de UNESCO Werelderfgoedlijst.
Dicht bij Volubilis ligt het stadje Moulay Idriss. Het is vanuit Volubilis te zien in noordwestelijke richting.